# Micropodabrus jhumlaensis
Micropodabrus jhumlaensis es una especie de coleóptero de la familia Cantharidae.

## Distribución geográfica
Habita en la India.